# Kofelgschroa

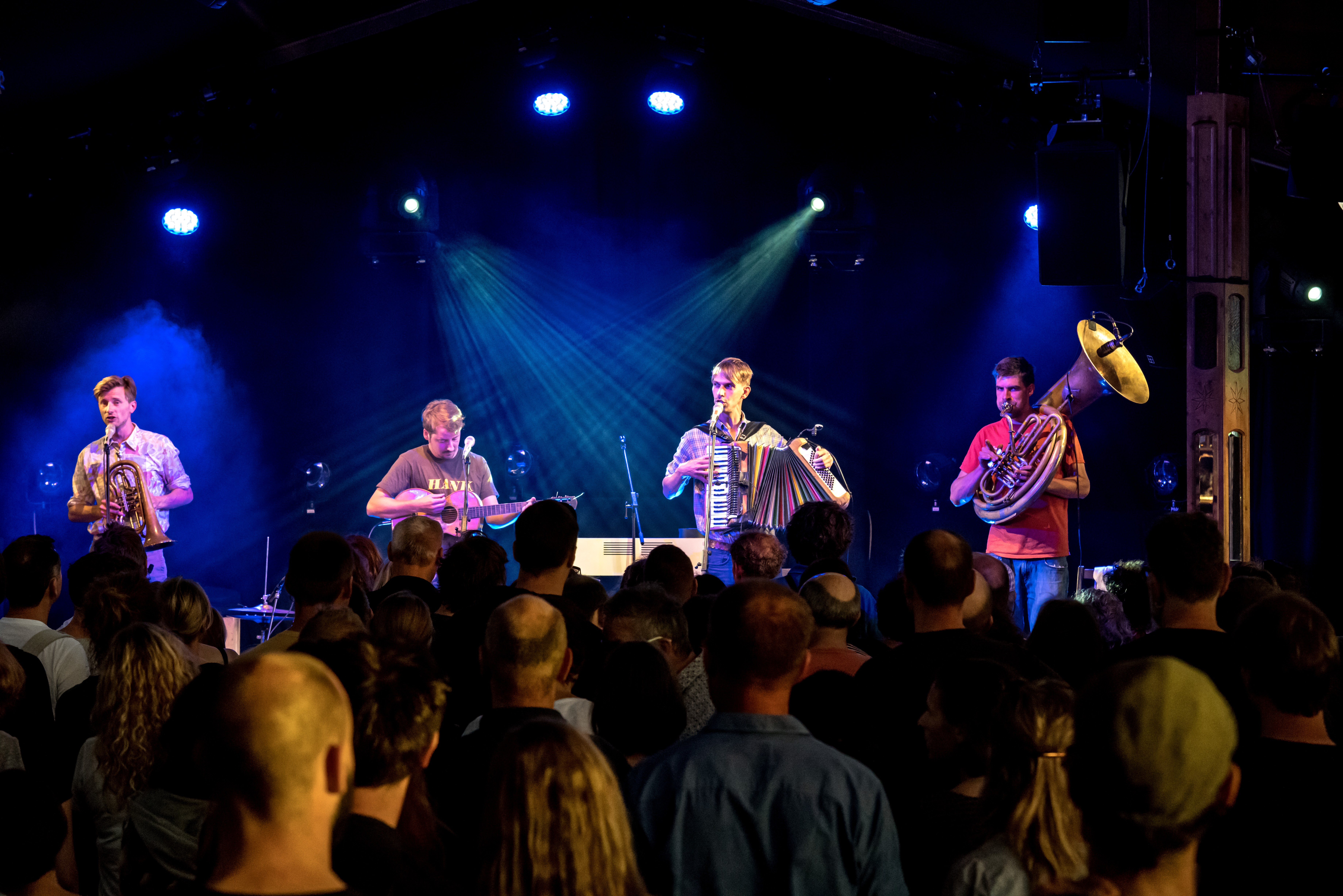
Kofelgschroa auf dem ZMF 2017 in Freiburg

Kofelgschroa ist eine aus Oberammergau stammende Blasmusik-Gruppe im Bereich der Neuen Volksmusik. Der Bandname leitet sich ab vom Oberammergauer Hausberg Kofel und vom bairischen Gschroa (Geschrei).

## Geschichte
Die Gruppe wurde im Jahr 2007 als Kofelmusi gegründet und spielte zunächst traditionelle Volksmusik. Nachdem sie 2010 eine Pause einlegte und sich vorübergehend trennte, wurde sie von dem Münchner Label Trikont unter Vertrag genommen, das unter anderem auch Attwenger verlegt. 2012 erschien das Debütalbum Kofelgschroa, an dem Micha Acher von The Notwist als Produzent mitwirkte. Die Musiker verstanden sich weiterhin als „Freizeitmusiker mit viel Freizeit“, absolvierten aber zunehmend auch überregionale Konzerte. On3 bezeichnete sie als überzeugte Straßenmusiker, die „ihren traditionellen Background mit Punk-Attitüde verbinden“. Sie seien nach eigenen Angaben zwar keine politische Band, aber unterstützten laut Welt Online „Kunstaktionen gegen die Gletscherschmelze“ und „demonstrieren gegen rechtsextreme Umtriebe im Oberland“ wie beim Musikfestival SchallKnall in Murnau.
2014 kam der Dokumentarfilm Kofelgschroa. Frei. Sein. Wollen der Filmemacherin Barbara Weber ins Kino. In sechsjähriger Dreharbeit zeigt sie das Denken und den Werdegang der Gruppe.
Im September 2015 eröffnete Kofelgschroa in Oberammergau das Hotel Kovèl im in die Jahre gekommenen ehemaligen Haus des Schriftstellers Josef Ruederer. Es handelte sich nicht um ein Hotel, die Band nutzte es vielmehr als Probenraum und dazu, „Gleichgesinnte zu empfangen“.

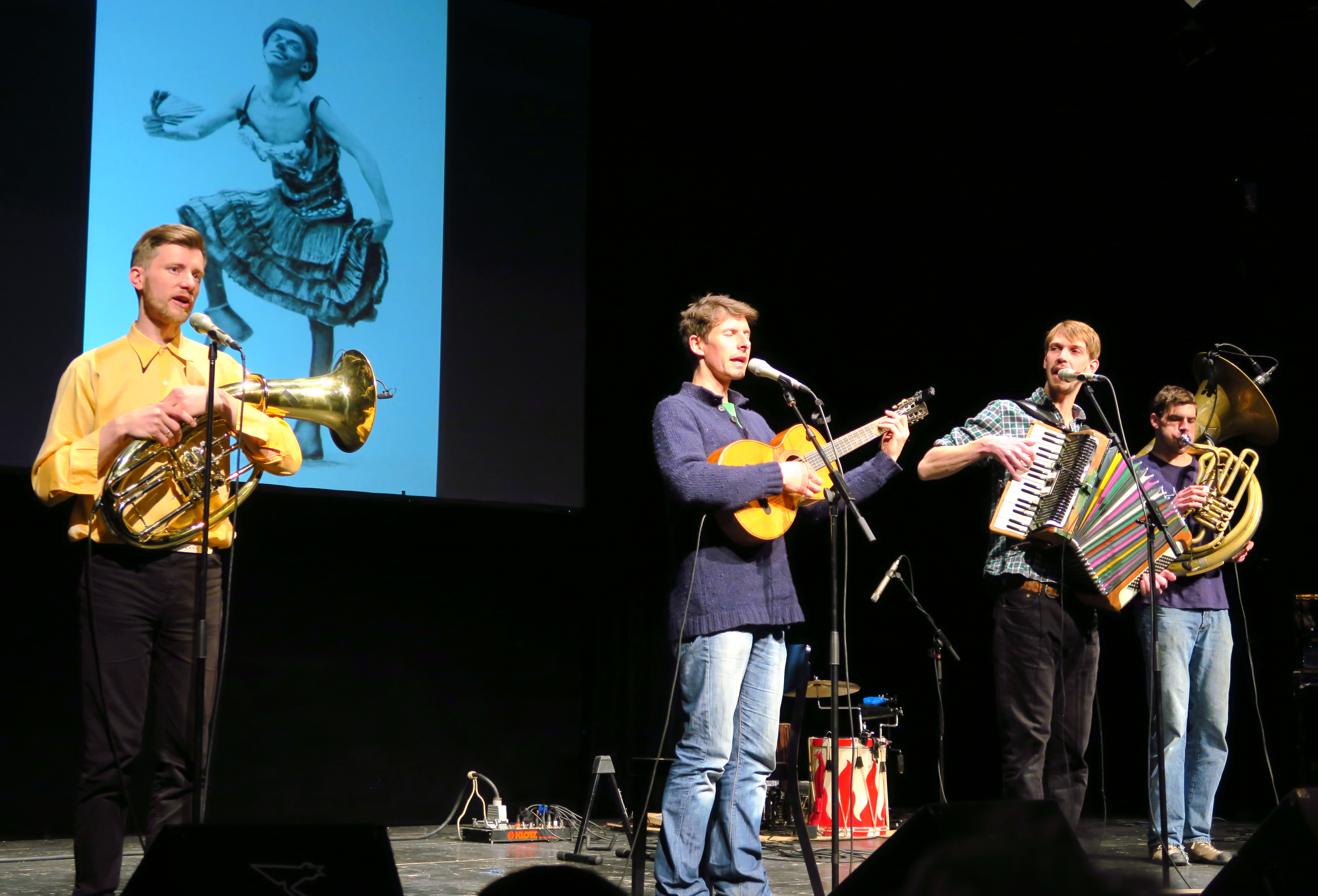
Bei der Verleihung des Karl-Valentin-Preises an Sigi Zimmerschied

Am 19. März 2017 gestaltete die Band das musikalische Rahmenprogramm der Verleihung des Großen Karl-Valentin-Preises an Sigi Zimmerschied im Münchner Volkstheater mit.

### Vorläufige Auflösung
Am 27. Februar 2018 gab die Band den Ausstieg der Gründungsmitglieder Michael und Martin von Mücke bekannt, nachdem Michael 2017 einen Reitunfall hatte und Martin wieder seinem Brotberuf nachgehen wollte. Der letzte Konzerttermin in Originalbesetzung war der 24. März 2018. Michael von Mücke spielte noch bis zur Sommerpause 2018 in der Band mit, ab September war Maria Hafner an der Bratsche als Gastmusikerin mit auf Tour. Als Ersatz an der Tuba spielte Theresa Loibl. Am 22. Oktober 2018 erklärte die Gruppe auf Facebook, sie wolle 2019 eine kreative Pause einlegen und keine Konzerte mehr spielen. Am 25. Oktober 2018 folgte dann die Nachricht, Maxi Pongratz mache Solo weiter, „solange Kofelgschroa im Dornröschenschlaf ruht“.
Einen vorläufig einmaligen Auftritt spielte Kofelgschroa am 27. September 2022 erstmals nach 4 Jahren auf der Oidn Wiesn im Herzkasperlzelt. Am 20. Juli 2024 folgte ein weiterer, vorläufig einmaliger Auftritt auf dem Hohenkammer Open Air.

## Stil
In den Stücken der aus der lokalen Volksmusikszene hervorgegangenen Band ist die Tuba das tragende und prägende Instrument, darüber gesellt sich als füllender und rhythmisierender Teppich oft das Akkordeon, über den sich dann Gitarre und Gesang, Tenorhornsoli oder sich teils mantraartig wiederholte Texte in teils mehrstimmigen Gesang legen. Die Rhythmen sind oft rollende Siebenachteltakte. Kennzeichnend für die Musik der Band ist die bairische Mundart Oberammergauer Prägung sowie laut Tagesspiegel die „valentinesken Texte“. Zu ihrem Stil sagen die Musiker: „Wir spielen gerne Wechseltakte, Mollakkorde und lange Stücke. Die Melancholie, die Müdigkeit, sowie das Lebensgefühl von Freude und Dankbarkeit versuchen wir in unseren Stücken und in unserem Auftreten zu vereinen.“

Kofelgschroa
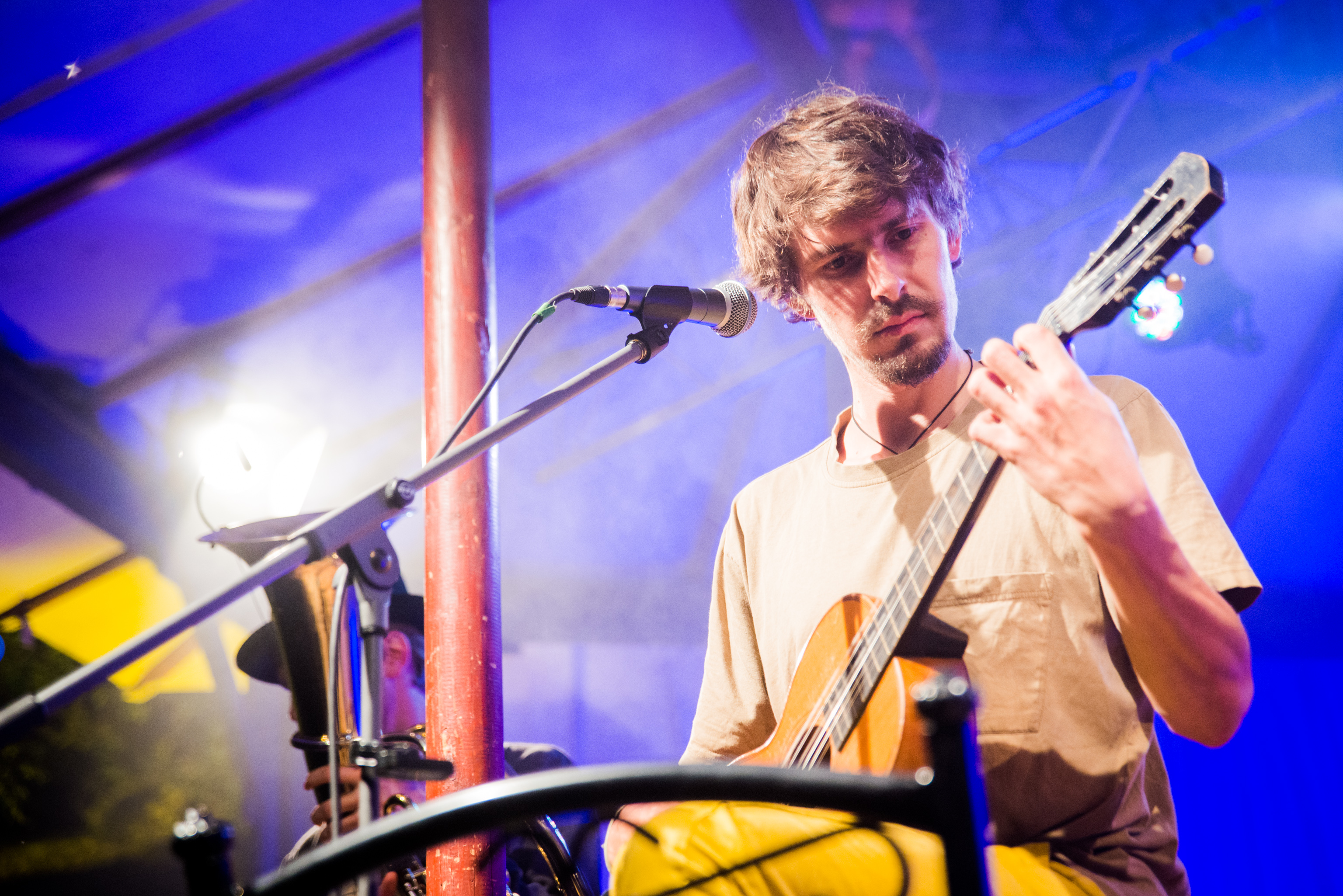
Michael von Mücke
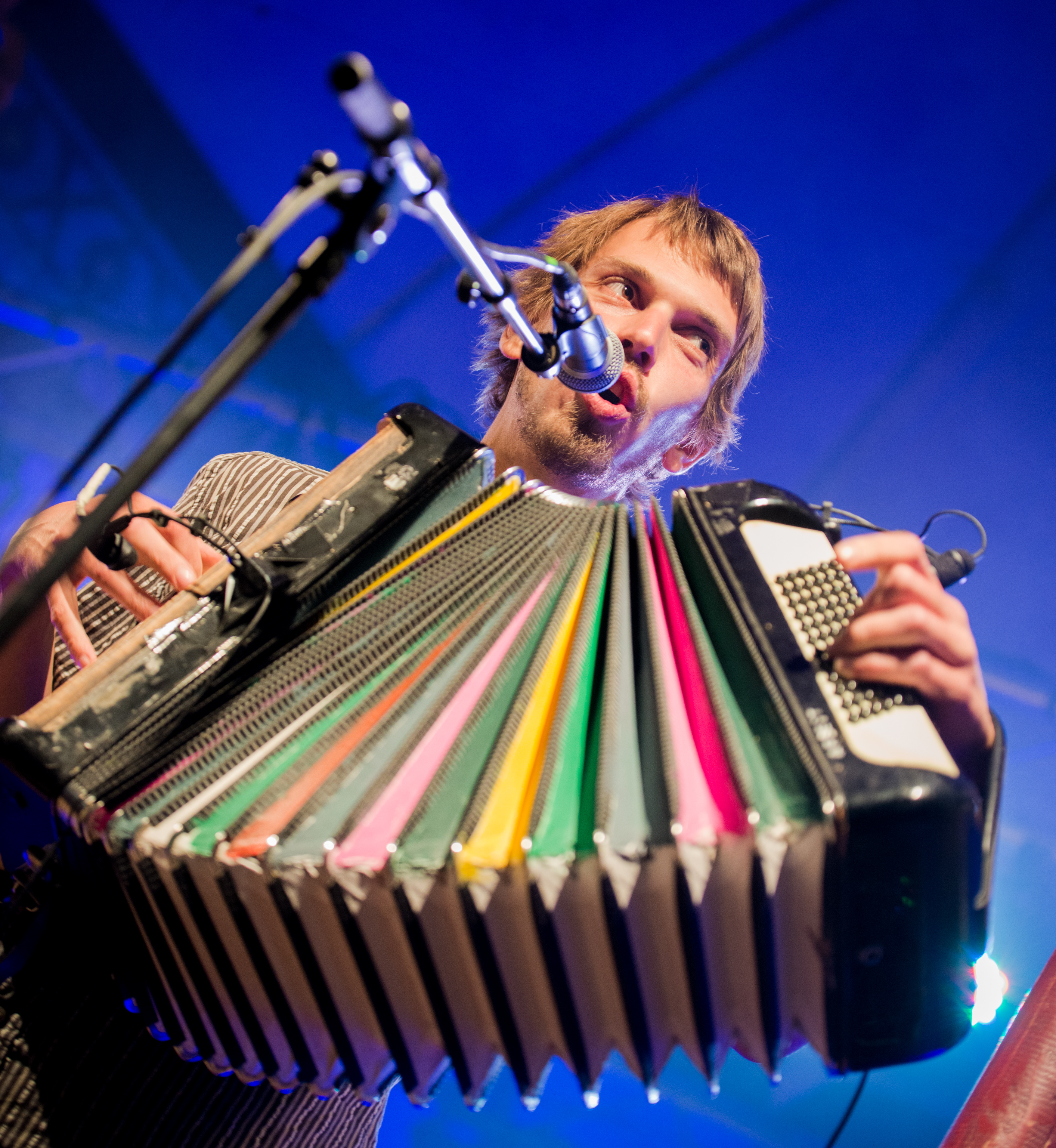
Maximilian Pongratz
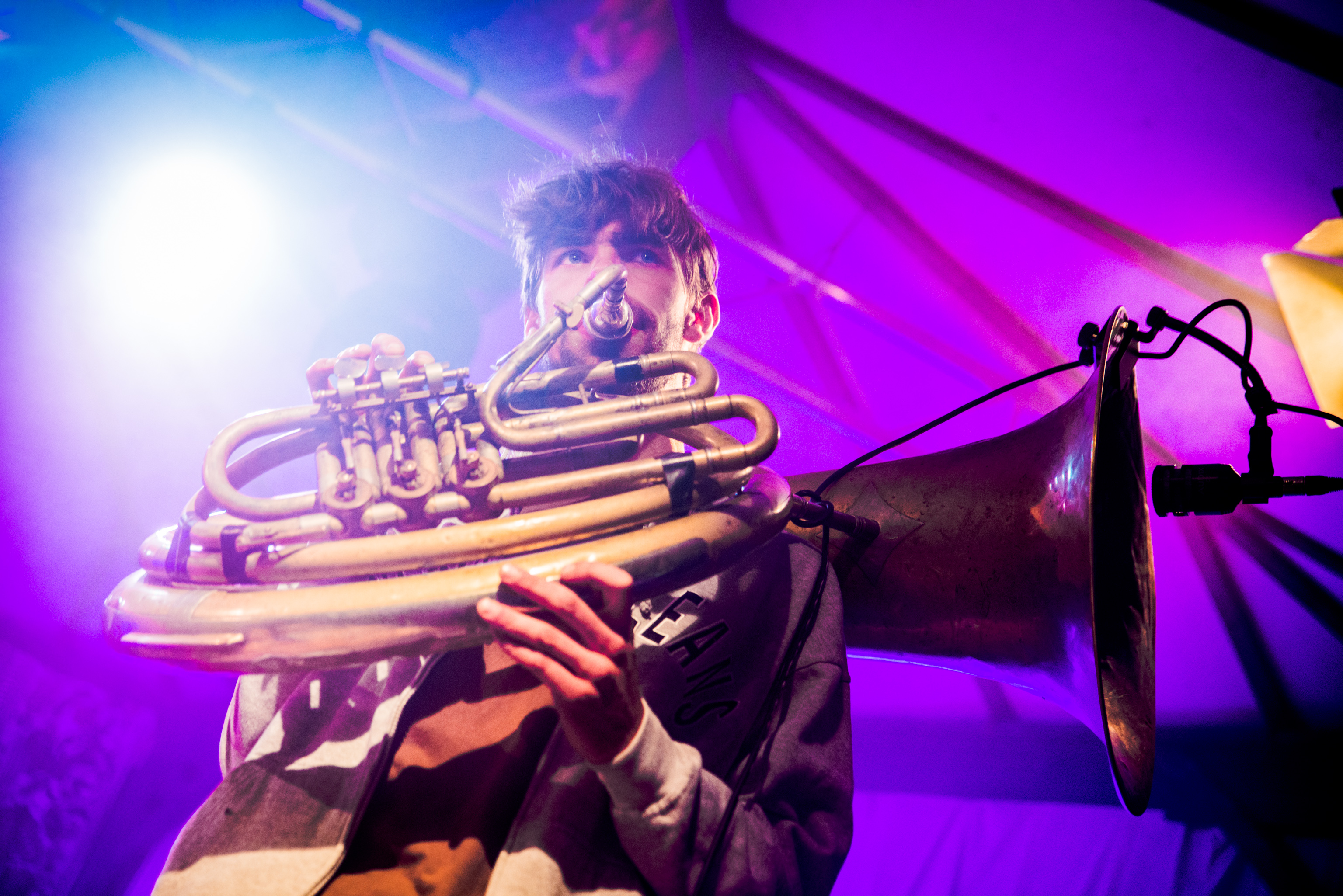
Martin von Mücke
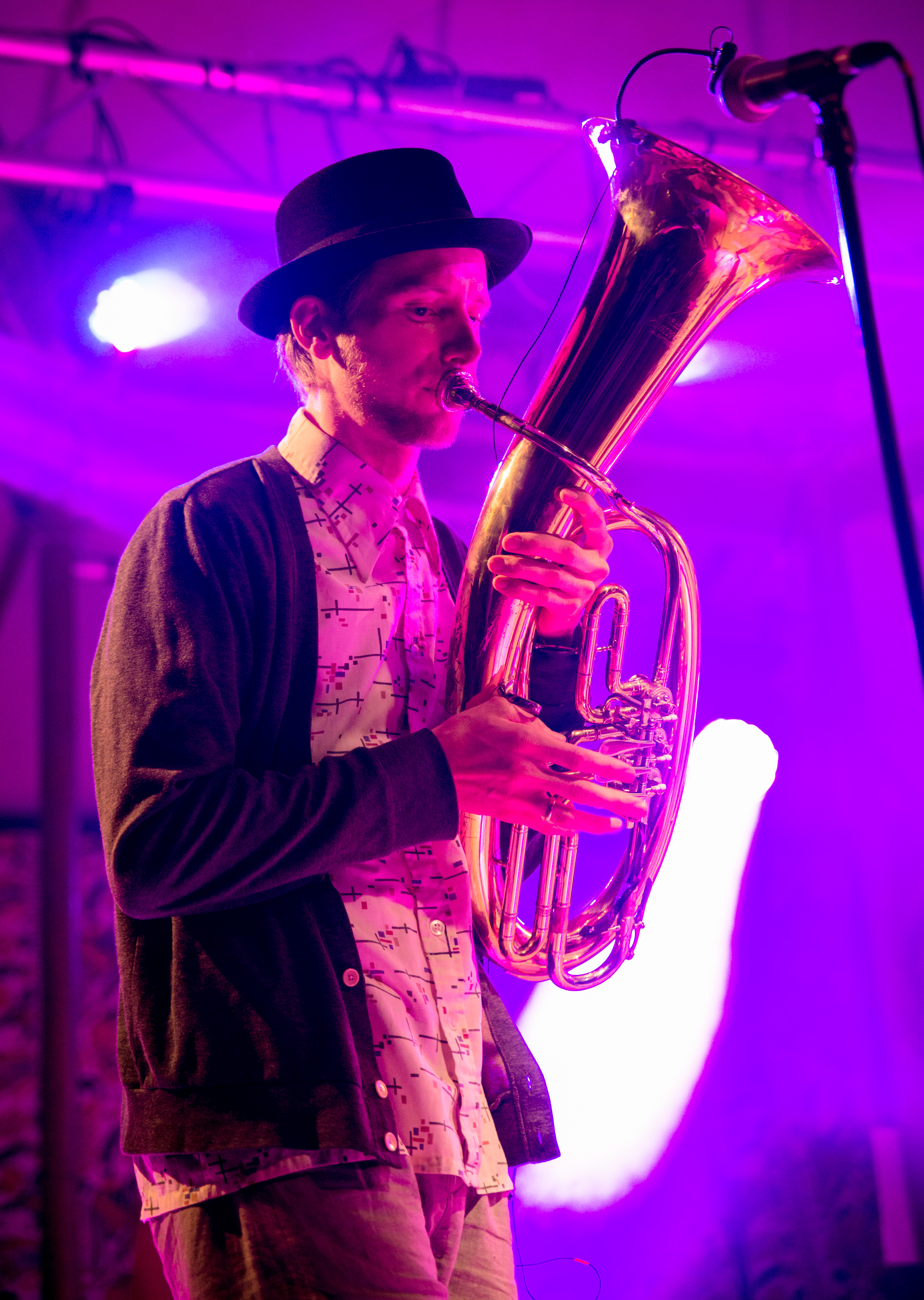
Matthias Meichelböck

## Diskografie
Alben
- 2012: Kofelgschroa
- 2014: Zaun
- 2016: Baaz

## Auszeichnungen
- 2013: Förderpreis Musik der Landeshauptstadt München
- 2014: Kulturpreis Bayern